# Ferenc Farkas

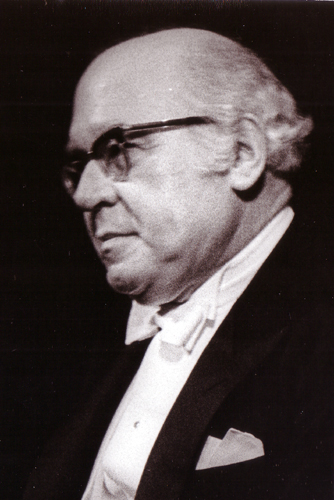
Ferenc Farkas, 1971.

Ferenc Farkas, född 15 december 1905 i Nagykanizsa, död 10 oktober 2000 i Budapest, var en ungersk tonsättare.
Farkas studerade vid Liszt-akademien i Budapest mellan 1922 och 1927 för bland andra Leo Weiner och Albert Siklós. Mellan 1929 och 1931 studerade han för Ottorino Respighi i Rom. Efter att ha tillbringat flera år utomlands återvände han till Ungern och 1949 utnämndes han till professor i komposition vid Liszt-akademien. Han pensionerades 1975. Bland hans elever märks bland andra György Kurtág, György Ligeti, Emil Petrovics, Zsolt Durkó och Attila Bozay.
Farkas komponerade över 700 verk i många genrer. Hans stil var melodisk, originell och i huvudsak traditionell, men han använde även tolvtonsteknik emellanåt.